# Buxaceae
Buxaceae (Dumort., 1822), nota anche come Buxacee, è una famiglia di piante, l'unica appartenente all'ordine Buxales. È composta da circa 100 specie cespugliose ed arbustive sempreverdi, alte da 30 cm ai 2 m.
Comprende il bosso (Buxus sempervirens) un piccolo arbusto utilizzato comunemente per fare siepi.

## Distribuzione e habitat
La famiglia ha una distribuzione cosmopolita. Include anche il genere Didymeles con due specie sempreverdi del Madagascar.

## Tassonomia
La Classificazione APG IV pone questa famiglia nel clade delle Eudicotiledoni, in un ordine a sé stante (Buxales).
La famiglia comprende i seguenti generi:
- Buxus L.
- Didymeles Thouars
- Haptanthus Goldberg & C.Nelson
- Pachysandra Michx.
- Sarcococca Lindl.
- Styloceras Kunth ex A.Juss.

Il genere monospecifico Simmondsia, in passato incluso tra le Buxacee, è attualmente inquadrato in una famiglia a sé stante (Simmondsiaceae).